# Самый лучший папа
«Самый лучший папа» (англ. World's Greatest Dad) — американская чёрная комедия 2009 года по сценарию и режиссуры Бобкэта Голдуэйта. Главные роли исполнили Робин Уильямс, Дэрил Сабара и Алекси Гилмор. Фильм был выпущен в сервисе видео по запросу 24 июля до его ограниченного показа 24 августа 2009 в кинотеатрах.

## Сюжет
Ланс Клейтон (Робин Уильямс) — отец-одиночка, непубликуемый писатель и преподаватель в средней школе, мечтающий стать знаменитым писателем. Он безуспешно пытается сдерживать своего мизантропичного, лентяйничающего и сексуально озабоченного сына-подростка Кайла (персонаж Дэрила Сабары). Почти совсем не имея друзей, Кайл учится там же, где Ланс преподаёт непопулярный предмет поэзию.
Из-за плохой успеваемости Кайла директор школы советует Лансу перевести сына в спецшколу. Однажды ночью Кайл случайно умирает в своей спальне в результате несчастного случая при аутоэротической асфиксии. Убитый горем Ланс во избежание конфуза представляет сцену смерти Кайла самоубийством, подвесив последнего в чулане и оставив на теле фальшивую предсмертную записку.
Сначала большинству студентов и профессорско-преподавательского состава школы Ланса не интересна смерть Кайла, он был непопулярным и мало кому нравился. Однако позже из полицейских записей одноклассники получают предсмертную записку и публикуют её в школьной стенгазете. Записка вызывает отклик среди студентов и преподавателей, и многие начинают объявлять себя друзьями Кайла. Наслаждаясь вниманием к писательскому таланту, полученному в последнее время, Ланс изготавливает и опубликовывает дневник Кайла о последних днях его жизни. Кайл становится своего рода посмертным культовым явлением в школе; студенты, которым он раньше не нравился, начинают говорить, что были дружны с Кайлом, а Ланс выступает в роли героя. Многие молодые преподаватели, встречавшиеся с Лансом ради материальной выгоды, начинают уделять ему более пристальное внимание.
Поддельный дневник также привлекает к себе внимание книжных издательств, стремящихся теперь получить работы Ланса, который выступает в телешоу на национальном телевидении. По иронии судьбы, теперь директор школы хочет посвятить школьную библиотеку памяти Кайла, несмотря на ужасные отношения с ним и отсутствие у того интереса к учёбе при жизни. Лишь друг Кайла, Эндрю, задаёт Лансу некоторые проницательные вопросы, показывающие осведомлённость, что Кайл не мог так проникновенно написать. Опубликованные подложные труды Ланса приносят ему всю славу и признательность, о которых он мечтал. Когда школьную библиотеку именуют в память о Кайле, чувство вины Ланса за эксплуатацию смерти Кайла достигает критической точки и приводит к сознанию во всем, от настоящего характера и смерти Кайла до авторства Ланса «дневников» Кайла. Ланса немедленно начинают презирать все за исключением Эндрю, который хвалит поддельный дневник Кайла и рекомендует Лансу продолжать заниматься писательством. Ланс, ободрённый высказыванием Эндрю, приглашает того принять участие в просмотре фильмов о зомби у себя дома.

## В ролях
- Робин Уильямс — Ланс Клейтон
- Алекси Гилмор — Клэр
- Дэрил Сабара — Кайл
- Майкл Томас Мур — Крис
- Джермейн Уильямс — Джейсон
- Стив Андерсон — держащий микрофон при съёмке новостей
- Дэниэль Бэрнам — фантастичная девушка
- Хейди Барриентис — фантастичная девушка
- Констанс Бест — фанат в книжном магазине
- Брейана Кэмпион — читающая стенгазету студентка
- Джесси Кэнлэс — студент
- Макс Кэнлэс — студент
- Бриттани Кристин — фантастичная девушка
- Гэри — бедняк
- Наоми Глик — рыжеволосый
- Дебора Хорн — доктор Дана
- Брюс Хорнсби — в роли самого себя
- Тоби Хасс — Берт Грин
- Элли Джеймсон — Дженнифер
- Том Кенни — Джерри Клейн
- Эван Мартин — Эндрю
- Джон Маккафферти — преподаватель
- Митци МакКол — Бонни
- Джон Мизнер — книжный издатель
- Эллес Мист — Рэй
- Крайстэл Рэинбоу Морт — студент
- Морган Мёрфи — тренер Мёрфи
- Гэри Нельсон — бедняк
- Т.Дж. Ньютон — преподаватель
- Лорейн Николсон — Хизер
- Джеффри Пирсон — директор Андерсон
- Зак Санчес — Питер
- Ричард Скотт — баскетболист
- Генри Симмонс — Майк Лэйн
- Мелисса Пэнг Стеноиен — красотка из Лос-Анджелеса
- Мара Стив — беднячка
- Тони В. — доктор Пентола
- Питер Уэйнштейн — издатель
- Уэйн Бэстрап — член группы телесъёмок
- Бобкэт Голдуэйт — водитель
- Брэнди Р. Грэйс — студент
- Энни Шеридан Кеннеди — преподаватель
- Крист Новоселич — продавец газет
- Ребекка Эрвин Спенсер — соседка Ноуси

## Съёмки
Фильм был снят в Сиэтле, Вашингтон, преимущественно в бывшей школе F.A. McDonald в Уоллингфорде.

## Видео
DVD с фильмом вышел в продажу 8 декабря 2009 года и содержит на себе аудиодорожки с комментариями режиссёра, удалённые и вырезанные сцены.

## Отзывы
Фильм получил в основном положительные отзывы от кинокритиков, набрав 85 % рейтинга в Rotten Tomatoes. По сообщению сайта Metacritic, фильм набрал 69 очков из 100 возможных на основе 23 обзоров.
Фильм стал хитом на кинофестивале Сандэнс, а на веб-сайте его описали как «приторно порочная и освежающая оригинальная комедия, охватывающая любовь, потерю и наше любопытство, приводящее к позору». Также там прокомментирована игра Робина Уильямса и названа выдающейся. Сандра Л. Фрей понаблюдав за изображением в фильме подростковых тревог, сказала, что картина напоминает зрителям о том, что взрослые могут тревожиться сильнее. Девин Фарачи назвал фильм «восхитительным» и «гениальным». Пол Фишер назвал картину одним из лучших фильмов года. Бен Лайонс и Бен Манкиевич оба дали положительные отзывы о фильме в телепрограмме «At the Movies». Манкиевич отдал должное игре Дэрила Сабары как исполненной исключительно хорошо, назвал сценарий «удивительно смешным» «маленьким драгоценным камешком». Роджер Эберт из «Chicago Sun-Times» дал картине 3 из четырёх баллов, но отметил, что материал мог бы быть ещё мрачным и сатирическим, сомневаясь в том, было ли так задумано режиссёром.